# Lavau-sur-Loire
Lavau-sur-Loire is een gemeente in het Franse departement Loire-Atlantique (regio Pays de la Loire) en telt 614 inwoners (1999). De plaats maakt deel uit van het arrondissement Saint-Nazaire.

## Geografie
De oppervlakte van Lavau-sur-Loire bedraagt 16,3 km², de bevolkingsdichtheid is 37,7 inwoners per km².
De onderstaande kaart toont de ligging van Lavau-sur-Loire met de belangrijkste infrastructuur en aangrenzende gemeenten.

## Demografie
Onderstaande figuur toont het verloop van het inwonertal (bron: INSEE-tellingen).